# Serranillus
Serranillus is een geslacht van kevers uit de familie van de loopkevers (Carabidae). De wetenschappelijke naam van het geslacht is voor het eerst geldig gepubliceerd in 1996 door Barr.

## Soorten
Het geslacht Serranillus omvat de volgende soorten:
- Serranillus dunavani Jeannel, 1963
- Serranillus jeanneli Barr, 1996
- Serranillus septentrionis Sokolov & Carlton, 2008